# Yamagata, Gifu
Yamagata (japanska: 山県市?, Yamagata-shi) är en stad i Gifu prefektur i Japan. Staden bildades 2003  genom en sammanslagning av kommunerna
Miyama, Takatomi och Ijira.

## Galleri

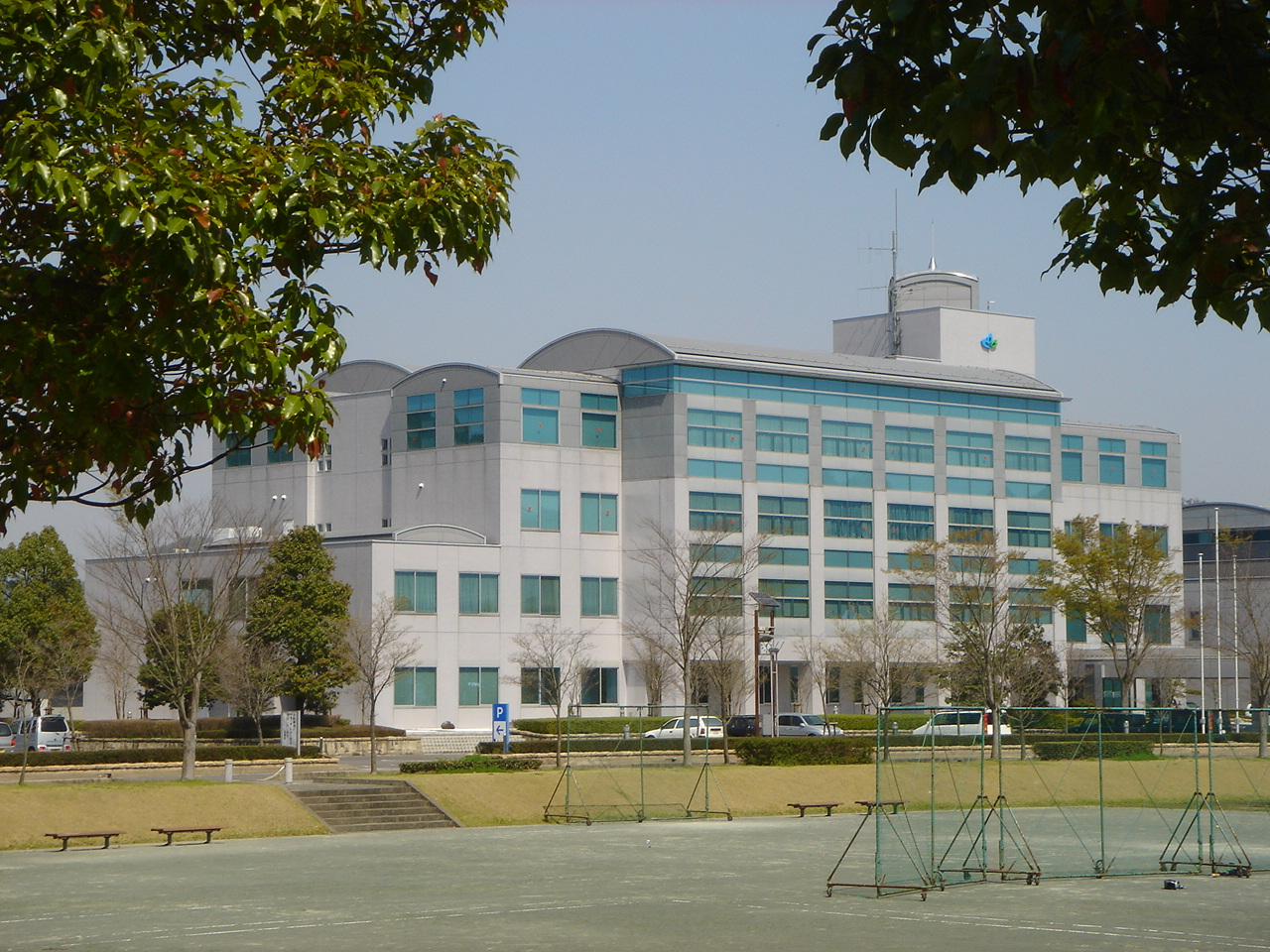
Stadshuset
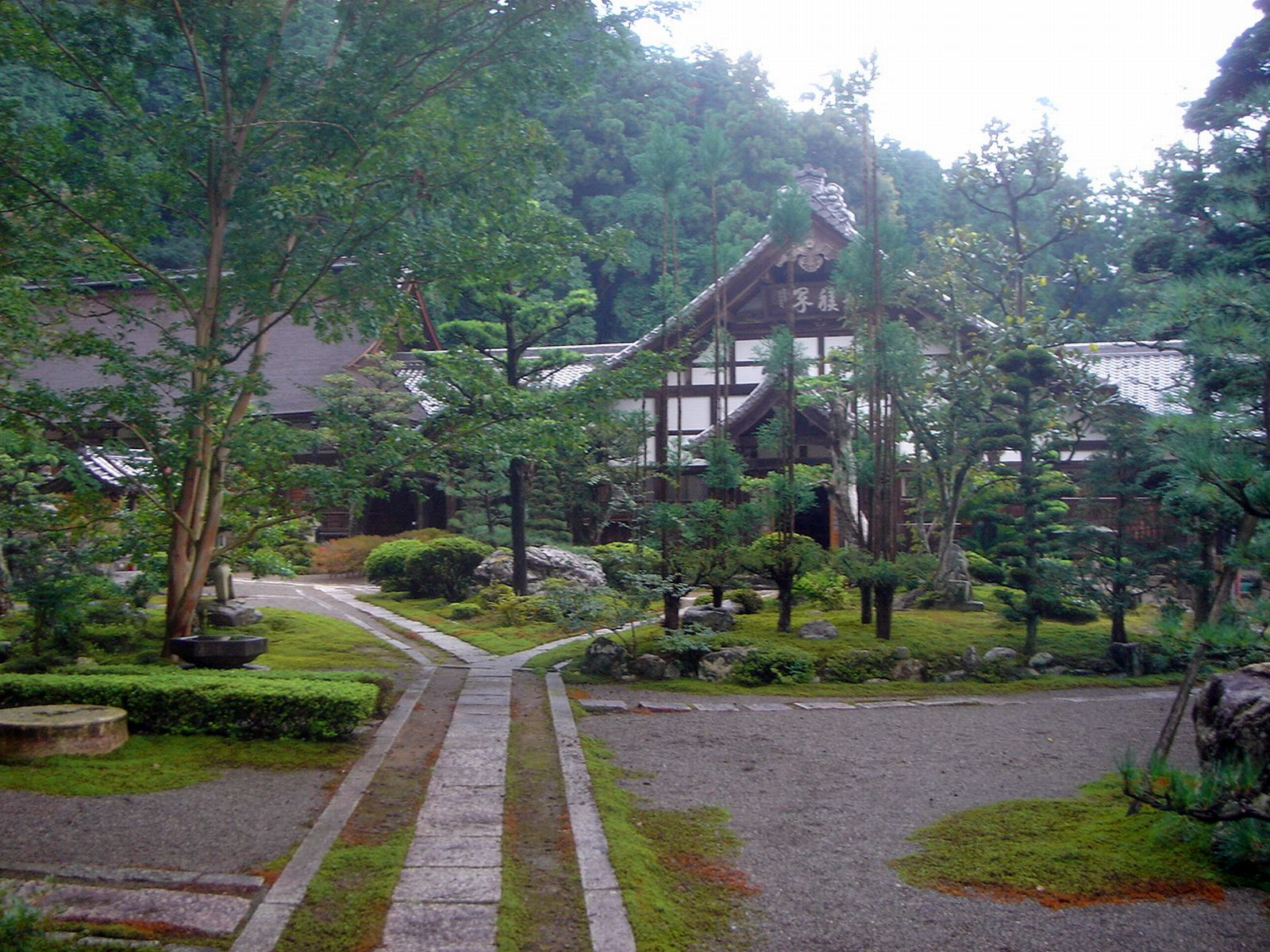
Templet Tokoji Fujisan
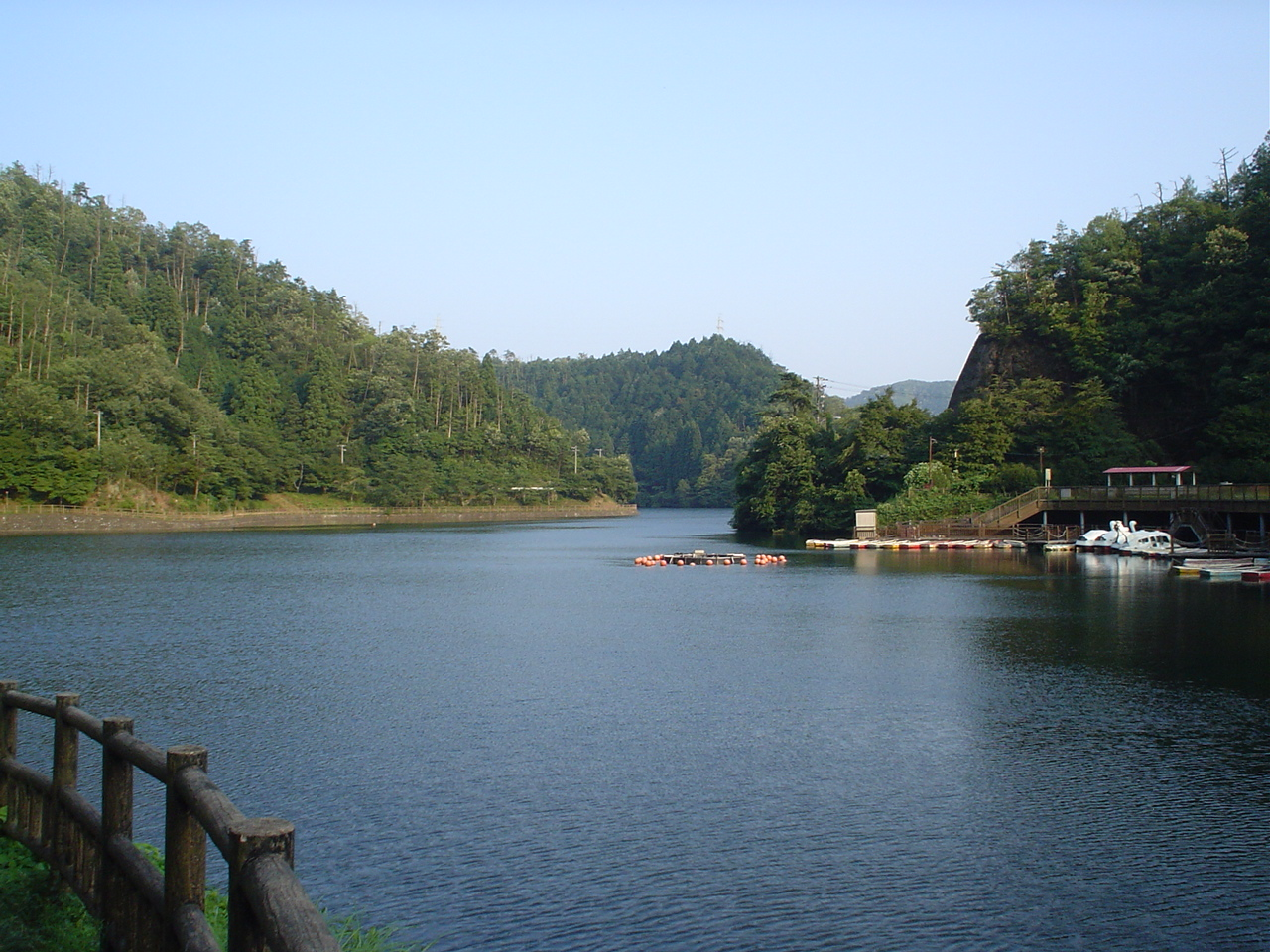
Sjön Ijira